# Moratones (Zamora)
Moratones es una localidad española del municipio de Santibáñez de Vidriales, en la provincia de Zamora, y la comunidad autónoma de Castilla y León.

## Ubicación
Se encuentra situado en el norte de la provincia de Zamora dentro de la comarca de Benavente y Los Valles.

## Historia
En la Edad Media, el territorio en el que se asienta Moratones quedó integrado en el Reino de León, cuyos monarcas habrían emprendido la fundación del pueblo.
Posteriormente, en la Edad Moderna, Moratones fue una de las localidades que se integraron en la provincia de las Tierras del Conde de Benavente y dentro de esta en la Merindad de Vidriales y la receptoría de Benavente.
No obstante, al reestructurarse las provincias y crearse las actuales en 1833, Moratones pasó a formar parte de la provincia de Zamora, dentro de la Región Leonesa, quedando integrada en 1834 en el partido judicial de Benavente.

## Patrimonio
Su edificio más notable es la iglesia parroquial de Santiago Apóstol, con numerosas reformas externas. En el interior cuenta con numerosas obras interesantes como un Calvario, el retablo mayor barroco y la talla barroca policromada de Santiago Peregrino. Además destaca la ermita dedicada al Cristo de la Vera Cruz.

## Fiestas
El 25 de julio es la fiesta de su patrón Santiago Apóstol.

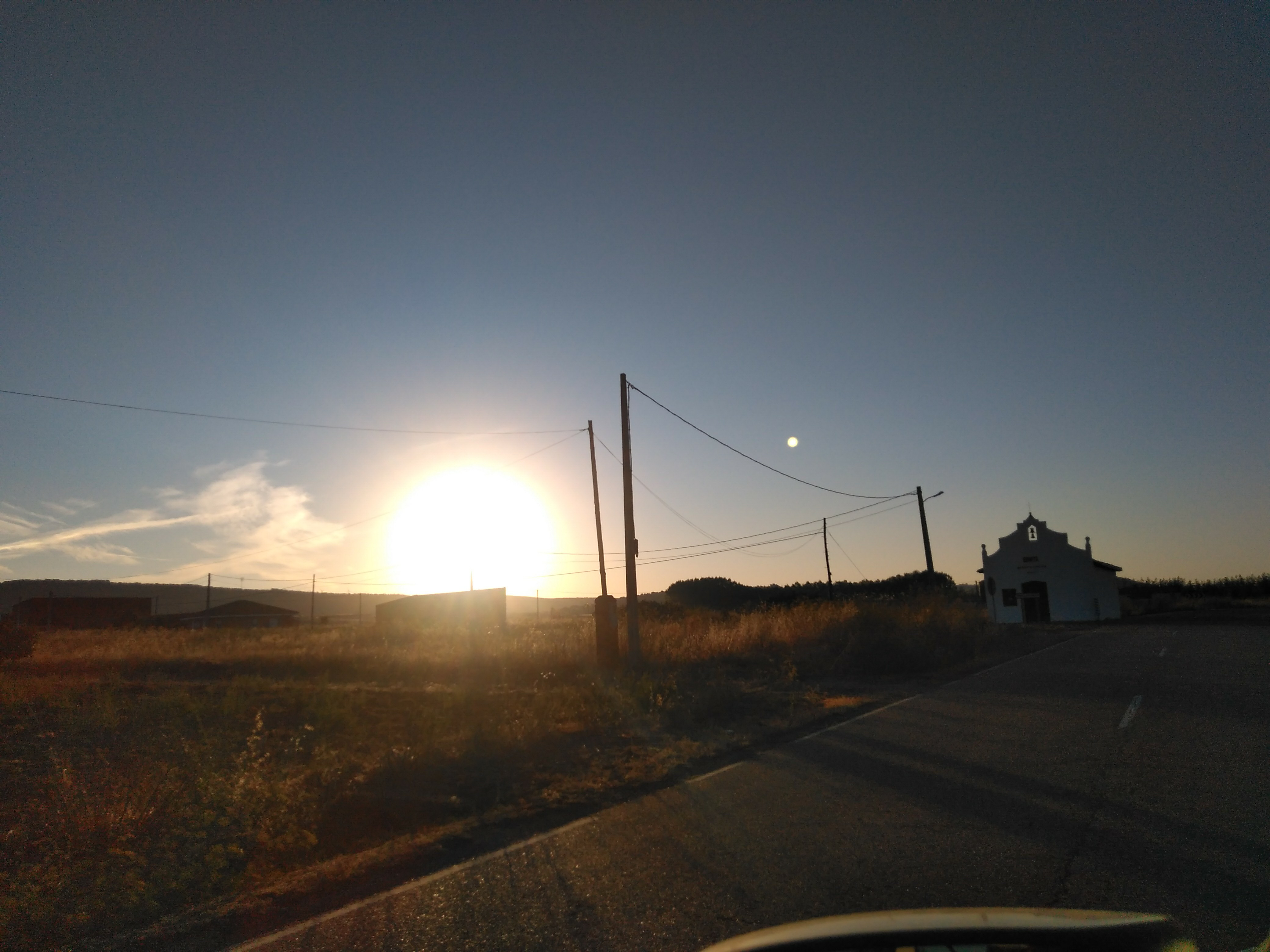
Amanecer en la Ermita

El 3 de mayo se sube al Cristo de la Veracruz de su ermita a la iglesia, que permanece en ella hasta el 2º domingo después de su subida, que es cuando se celebra su fiesta con una procesión alrededor del pueblo. El 25 de mayo se vuelve a bajar a su ermita.